# Macropidonia
Macropidonia is een kevergeslacht uit de familie van de boktorren (Cerambycidae). De wetenschappelijke naam van het geslacht werd voor het eerst geldig gepubliceerd in 1902 door Pic.

## Soorten
Macropidonia is monotypisch en omvat slechts de volgende soort:
- Macropidonia ruficollis Pic, 1902